# Folder publiczny
Folder publiczny – folder, do którego dostęp posiada każdy użytkownik systemu operacyjnego. Przeznaczony jest do umieszczania w nim plików i dokumentów dowolnego użytku.

## Przykłady
- Windows XP/Vista/7
  - C:\Documents and Settings\All users
  - Dokumenty udostępnione
- Linux – wszystkie dystrybucje
  - /home
  - /home/użytkownik/public_html – pliki znajdujące się w tym folderze są dostępne przez WWW